# Caio Blat
Caio Blat de Oliveira (San Paolo, 2 giugno 1980) è un attore cinematografico e attore teatrale brasiliano.

## Biografia
Di origini catalane e portoghesi,  ha cominciato la sua carriera da bambino con le pubblicità in televisione, arrivando poi ad accumulare nel suo curriculum di lavoro più di 200 spot.
Caio Blat è diventato noto quale principale interprete del film Batismo de sangue, biografia del frate domenicano Frei Tito. Attualmente divide i suoi impegni tra cinema, tv e teatro.
Nel 2018 è entrato nel cast della serie televisiva britannico-statunitense McMafia.

## Vita privata
Dopo le relazioni con l'attrice Mariana Ximenes e la cantante Preta Gil, Blat ha sposato una cantante lirica, con cui ha poi adottato un bambino, Antonio. Il matrimonio è finito con un divorzio. Nel 2007 si è unito in matrimonio con la collega Maria Ribeiro, dalla quale ha avuto un figlio, Benedict, nel 2010. La coppia ha annunciato la separazione nel 2017.

## Filmografia parziale

### Cinema
- Caminho dos Sonhos, regia di Lucas Amberg (1998)
- Lavoura Arcaica, regia di Luiz Fernando Carvalho (2001)
- Cama de gato, regia di Alexandre Stockler (2002)
- Carandiru, regia di Héctor Babenco (2003)
- Quanto Vale Ou É Por Quilo?, regia di Sergio Bianchi (2003)
- L'anno in cui i miei genitori andarono in vacanza (O Ano em que Meus Pais Saíram de Férias), regia di Cao Hamburger (2006)
- Batismo de sangue, regia di Helvécio Ratton (2006)
- Baixio das Bestas, regia di Cláudio Assis (2006)
- Proibito proibire (Proibido Proibir), regia di Jorge Duran (2006)
- Bezerra de Menezes: O Diário de um Espírito, regia di Glauber Filho e Joe Pimentel (2008)
- Histórias de Amor Duram Apenas 90 Minutos, regia di Paulo Halm (2009)
- Os Inquilinos, regia di Sergio Bianchi (2009)
- O Bem Amado, regia di Guel Arraes (2010)
- Bróder, regia di Jeferson De (2010)
- Le migliori cose del mondo (As Melhores Coisas do Mundo), regia di Laís Bodanzky (2010)
- As Mães de Chico Xavier, regia di Glauber Filho e Halder Gomes (2011)
- Xingu, regia di Cao Hamburger (2012)
- Ponte Aérea, regia di Julia Rezende (2015)

### Televisione
- La scelta di Francisca (1998)
- Sinhá Moça (2006)
- Amazzonia, da Galvez a Chico Mendes (2007)
- Lado a lado (2012)
- Joia Rara (2014)
- McMafia - serie TV (2018)
- Deus Salve o Rei (2018)